# Chaguanas
Chaguanas é a cidade mais populosa, industrializada e desenvolvida de Trindade e Tobago, localizada ao sul de Port of Spain, capital do país. A região cresceu devido a sua proximidade com a refinaria de açúcar de Woodford Lodge, que atraía negociantes e trabalhadores, gerando grande movimentação econômica. Segundo um censo de 2011, a cidade contava com pouco mais de 83.000 habitantes.

## Personalidades
- Vidiadhar Naipaul, prémio Nobel da Literatura de 2001